# Mike Phillips (cestista 1990)
Michael Maurice Phillips, detto Mike (Fredericksburg, 27 novembre 1990), è un cestista statunitense.